# Inala, Queensland
Inala là một vùng ngoại ô thuộc thành phố Brisbane, Queensland, Úc.
Inala có hai bưu điện, nhiều trung tâm y tế và dịch vụ, nhiều trong số đó là thanh toán số lượng lớn, hai hội trường cộng đồng, phòng trưng bày nghệ thuật cộng đồng, nhiều nhà thờ khác nhau, và một ngôi chùa và tu viện Phật giáo. Inala có tỷ lệ cao các khu vực màu xanh lá cây và công viên với thảm thực vật chủ yếu là bản địa của Úc. Các công viên và một lượng lớn cây bản địa được trồng thông qua vùng ngoại ô duy trì hệ sinh thái của Inala, môi trường yên tĩnh và không khí trong lành.